# Partito Federazione Nazionale
Il Partito Federazione Nazionale (in lingua inglese: National Federation Party - NFP) è un partito politico figiano.

## Risultati elettorali
| Elezione      | Voti   | %    | Seggi  |
| ------------- | ------ | ---- | ------ |
| Generali 2014 | 27.066 | 5,46 | 3 / 50 |
| Generali 2018 | 33.515 | 7,38 | 3 / 51 |